# George Bush Intercontinental Airport
George Bush Intercontinental Airport is het internationale vliegveld van de stad Houston, Texas, Verenigde Staten. Het vliegveld ligt zo'n 32 kilometer van het centrum van de stad en bestrijkt zo'n 40 km². Met 43.176.478 vervoerde passagiers in 2008 is het, naar de voormalige president George H.W. Bush vernoemde veld, het op een na grootste van de staat Texas en de tiende grootste van de Verenigde Staten. Dagelijks vertrekken er ongeveer 900 vluchten. De grootste luchthaven van Texas is Dallas/Fort Worth International Airport.
George Bush Intercontinental Airport is (door de fusie met Continental Airlines) een van de thuishavens van de luchtvaartmaatschappij United Airlines.